# کینگ پاور
کینگ پاور (تایلندی: กลุ่มบริษัท คิง เพาเวอร์ อินเตอร์เนชันแนล) شرکت خرده‌فروشی تایلندی است، که در سال ۱۹۸۹ توسط ویچای سریواداناپرابها تأسیس شد.